# Convention sur le statut de la mer Caspienne
La Convention sur le statut de la mer Caspienne est signée lors du cinquième sommet de la mer Caspienne, le 12 août 2018 par les présidents de la Russie, du Kazakhstan, d’Azerbaïdjan, d’Iran et du Turkménistan. Ce traité a pour vocation le partage des ressources naturelles et la régulation du trafic maritime civil et militaire entre les cinq signataires.

## Historique

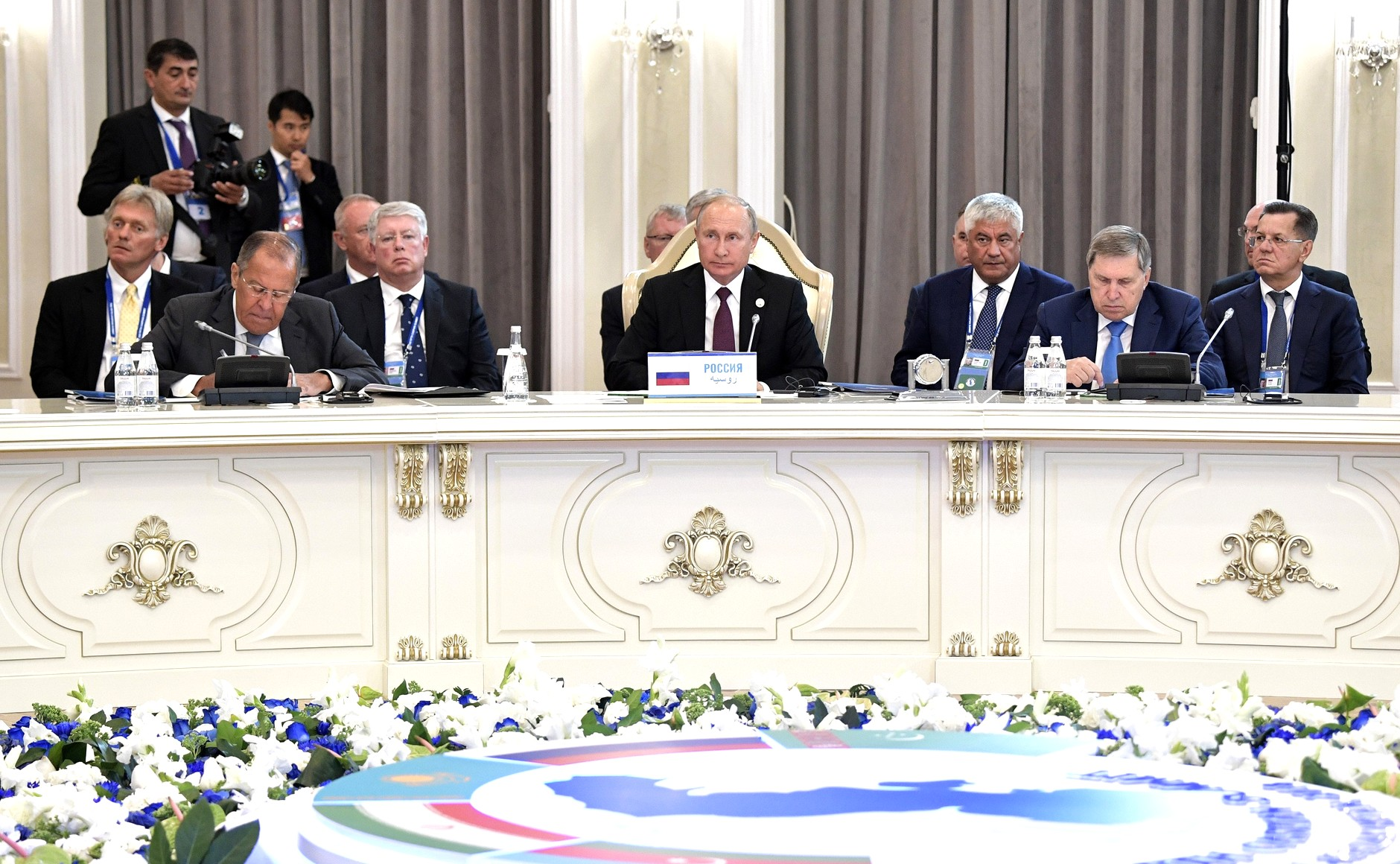
La délégation russe au Cinquième Sommet de la Mer Caspienne

Le projet de traité voit le jour en 1996 lorsqu’un groupe de travail est créé par les pays de la mer Caspienne. En effet, depuis la dislocation de l'URSS, aucun traité officiel ne couvre l’attribution des nombreuses ressources naturelles présentes dans le sous-sol de la mer Caspienne. 
Le groupe de travail, composé d’adjoints aux ministères des affaires étrangères des cinq pays, se réunit 51 fois entre 1996 et 2018. Les présidents se rencontrent quatre fois : à Achgabat en 2002, à Téhéran en 2007, à Bakou en 2010 et à Astrakhan en 2014.
Les négociations aboutissent le 12 août 2018 lors d’un dernier sommet présidentiel à Aqtaw, au Kazakhstan.

## Portée du traité
Le traité porte principalement sur le sous-sol de la mer Caspienne puisque celui-ci contiendrait 50 milliards de barils de pétrole ainsi qu'un peu moins de 300 000 milliards m3 de gaz naturel. En outre, définir un cadre légal permettrait également la construction de pipelines sous-marins reliant l'Asie centrale à l’Europe. C’est l’un des atouts majeurs de cette convention pour des pays comme le Turkménistan qui espère exporter son gaz vers l’Europe via l’Azerbaïdjan et qui a d'ailleurs proclamé le 12 août comme étant la « Journée de la mer Caspienne ». 
La longueur des négociations s’explique par le fait que certaines parties proposaient d’accorder le statut d’eaux internationales à la mer, et d’autres de lui donner le statut de lac. Le compromis trouvé a associé les deux approches en accordant à la surface de la mer le statut d’eaux internationales et en subdivisant le sous-sol en zones territoriales. En conséquence, la question du trafic maritime et aérien relève des lois internationales, même si les pays en question ont décidé de restreindre la présence de navires militaires à leurs seules forces maritimes. De plus, même si tous les pays peuvent protester pour raison environnementale, seule la permission du pays possédant une zone territoriale traversée par un pipeline est nécessaire pour construire ledit pipeline.
Le traité place également des quotas annuels sur la pêche du béluga dont les œufs sont exportés partout dans le monde sous forme de caviar.